# 1-я гвардейская бомбардировочная авиационная дивизия
1-я гвардейская бомбардировочная авиационная Кировоградская Краснознамённая ордена Богдана Хмельницкого дивизия (1-я гв. бад) — авиационное соединение Военно-Воздушных сил (ВВС) Вооружённых Сил РККА бомбардировочной авиации, принимавшее участие в боевых действиях Великой Отечественной войны.

## История наименований дивизии
- 263-я истребительная авиационная дивизия;
- 263-я бомбардировочная авиационная дивизия;
- 1-я гвардейская бомбардировочная авиационная дивизия;
- 1-я гвардейская бомбардировочная авиационная Кировоградская дивизия;
- 1-я гвардейская бомбардировочная авиационная Кировоградская Краснознамённая дивизия;
- 1-я гвардейская бомбардировочная авиационная Кировоградская Краснознамённая ордена Богдана Хмельницкого дивизия;
- 164-я гвардейская бомбардировочная авиационная Кировоградская Краснознамённая ордена Богдана Хмельницкого дивизия;
- Полевая почта 78597.

## История и боевой путь дивизии
1-я гвардейская бомбардировочная авиационная дивизия преобразована из 263-й бомбардировочной авиационной дивизии приказом НКО СССР № 128 от 18 марта 1943 года за организованность и хорошую боевую работу, за доблесть и мужество, проявленные воинами дивизии в борьбе с немецкими захватчиками. Дивизия в составе 1-го бомбардировочного авиационного корпуса в апреле 1943 года выведена на аэродром Бутурлиновка рядом с одноимённым городом Воронежской области. Корпус до начала сражения на Курской дуге находился в резерве Воронежского фронта. Дивизия наполовину была доукомплектована молодыми и не имевшими опыта полётов на Пе-2 лётчиками. В течение апреля, мая и июня 1943 года в дивизии проводилась большая учебно-боевая работа, было выполнено 2927 тренировочных полётов с общим налётом 1628 часов. Результаты подготовки проявились во время Курской битвы, в ходе которой лётчики дивизии, выполнив 1030 боевых вылетов, уничтожили 47 танков, 432 автомашины, 16 складов с боеприпасами и топливом, 13 артиллерийских батарей, подавили 41 огневую точку, повредили 6 эшелонов, разрушили 146 строений.
С 3 августа 1943 года авиационный корпус, в который входила дивизия, был передан в состав 5-й воздушной армии Степного (с 20 октября 1943 года — 2-го Украинского) фронта и поддерживал наступление войск Красной Армии в ходе Белгородско-Харьковской и Полтавско-Кременчугской операций. Выполнив 685 боевых вылетов и сбросив на объекты противника и скопления его войск 450 тонн авиабомб, полки 1-й гвардейской бомбардировочной авиационной дивизии обеспечили быстрые темпы наступления подразделений фронта, способствовали освобождению Белгорода, Харькова, Полтавы и Кременчуга, форсированию Днепра, успеху в боях за удержание и расширение плацдармов, прорыву Восточного вала.
1-й бомбардировочный авиационный корпус (с 5 февраля 1944 года — 2-й гвардейский) до начала июля 1944 года участвовал во всех операциях 2-го Украинского фронта (Пятихатская, Знаменская, Кировоградская, Корсунь-Шевченковская и Уманско-Ботошанская операции). 1-я гвардейская бомбардировочная авиационная дивизия участвовала в освобождении Александрии, Знаменки, Кировограда, Звенигородки, Корсунь-Шевченковского и Умани. Массовый героизм лётчики дивизии проявили при освобождении Кировограда, за что дивизии 9 января 1944 года было присвоено почётное наименование «Кировоградская».
Всего за время пребывания в составе Степного и 2-го Украинского фронтов (с 03.08.1943 года по 06.07.1944 года) дивизия произвела 4445 успешных самолёто-вылетов и сбросила на цели 2668 тонн бомбового груза. В результате было уничтожено и повреждено: 191 танк, 1041 автомашина, 67 орудий различного калибра, 214 вагонов, 8 железнодорожных эшелонов, 5 мостов, 35 складов с боеприпасами и ГСМ, подавлен огонь 39 миномётных и зенитных батарей. Потери противника в живой силе составили 1430 человек убитыми. В воздушных боях экипажи дивизии сбили 109 вражеских самолётов. Командир дивизии подполковник Ф. И. Добыш лично за этот период выполнил 44 боевых вылета.
6 июля 1944 года 2-й гвардейский бомбардировочный авиационный корпус (26 декабря 1944 года переименован в 6-й гвардейский бомбардировочный авиационный корпус) был переброшен на 1-й Украинский фронт и включён в состав 2-й воздушной армии. С 14 июля 1944 года подразделения корпуса участвовали в Львовско-Сандомирской операции, а в августе 1944 года — в Ясско-Кишинёвской операции, в ходе которой оказывали содействие войскам 2-го Украинского фронта при освобождении города Яссы. В январе — марте 1945 года корпус поддерживал действия 1-го Украинского фронта фронта в ходе Сандомирско-Силезской, Нижне-Силезской и Верхне-Силезской операций. В его составе 1-я гвардейская бомбардировочная авиационная дивизия под командованием полковника Ф. И. Добыша принимала участие в освобождении южных районов Польши, Силезского промышленного района, ликвидации окружённых группировок противника под Оппельном и в Бреслау, обеспечивала форсирование наземными частями реки Одер. Всего к середине апреля 1945 года дивизией совершено 7672 боевых самолёто-вылета, сброшено 6420 тонн авиабомб.
16 апреля 1945 года «за отличное руководство дивизией и достигнутые успехи в деле повышения эффективности бомбометания, за внедрение новшества, за мужество, отвагу и геройство, проявленные в боях с немецкими захватчиками и лично совершённые боевые вылеты» комдив Добыш был представлен командиром 6-го гвардейского бомбардировочного авиационного корпуса полковником Д. Т. Никишиным к званию Героя Советского Союза, данное представление поддержал командующий 2-й воздушной армии генерал-полковник авиации С. А. Красовский, однако вышестоящее командование понизило статус награды до ордена Суворова 2-й степени.
На завершающем этапе войны дивизия участвовала в Берлинской операции и штурме Берлина. Боевой путь дивизии завершился 11 мая в небе Чехословакии в ходе Пражской операции.
24 июня 1945 года командир дивизии полковник Ф. И. Добыш возглавлял сводную колонну лётчиков 1-го Украинского фронта на параде Победы на Красной площади в Москве.

### Участие в операциях и битвах
- Курская оборонительная операция — с 5 июля 1943 года по 12 июля 1943 года
- Белгородско-Харьковская операция — с 3 августа 1943 года по 23 августа 1943 года
- Черниговско-Полтавская операция— с 13 августа 1943 года по 21 сентября 1943 года
- Кировоградская операция — с 5 января 1944 года по 16 января 1944 года
- Днепровско-Карпатская операция:
  - Корсунь-Шевченковская операция с 5 февраля 1944 года по 17 февраля 1944 года.
  - Уманско-Ботошанская операция с 5 марта 1944 года по 17 апреля 1944 года.
- Львовско-Сандомирская операция с 13 июля 1944 года по 3 августа 1944 года.
- Восточно-Карпатская операция:
  - Карпатско-Дуклинская операция (Карпатско-Ужгородская операция) с 8 сентября 1944 года по 28 октября 1944 года.
- Висло-Одерская операция:
  - Сандомирско-Силезская операция — с 12 января 1945 года по 3 февраля 1945 года.
- Нижне-Силезская операция — с 8 февраля 1945 года по 24 февраля 1945 года.
- Верхне-Силезская операция — с 15 марта 1945 года по 31 марта 1945 года.
- Берлинская операция — с 16 апреля 1945 года по 8 мая 1945 года.
- Пражская операция — с 6 мая 1945 года по 11 мая 1945 года.

### В действующей армии
В составе действующей армии дивизия находилась:
- с 18 марта 1943 года по 11 мая 1945 года[4].

### Командиры дивизии
| Звание                        | Имя                              | Период                   | Примечание |
| ----------------------------- | -------------------------------- | ------------------------ | ---------- |
| гвардии полковник             | Добыш, Фёдор Иванович            | 18.03.1943 — 01.06.1946  |            |
| гвардии генерал-майор авиации | Сандалов, Владимир Александрович | июнь 1946 — октябрь 1949 |            |

### В составе объединений
| Дата          | Фронт (округ)             | Армия                | Корпус                                               | Примечания |
| ------------- | ------------------------- | -------------------- | ---------------------------------------------------- | ---------- |
| 18.03.1943 г. | Северо-Западный фронт     | 6-я воздушная армия  | 1-й бомбардировочный авиационный корпус              | -          |
| 26.03.1943 г. | Воронежский фронт         | 2-я воздушная армия  | 1-й бомбардировочный авиационный корпус              | -          |
| 13.07.1943 г. | Степной фронт             | 5-я воздушная армия  | 1-й бомбардировочный авиационный корпус              | -          |
| 20.10.1943 г. | 2-й Украинский фронт      | 5-я воздушная армия  | 1-й бомбардировочный авиационный корпус              | -          |
| 05.02.1944 г. | 2-й Украинский фронт      | 5-я воздушная армия  | 2-й гвардейский бомбардировочный авиационный корпус  | -          |
| 06.07.1944 г. | 1-й Украинский фронт      | 2-я воздушная армия  | 2-й гвардейский бомбардировочный авиационный корпус  | -          |
| 16.07.1944 г. | 1-й Украинский фронт      | 8-я воздушная армия  | 2-й гвардейский бомбардировочный авиационный корпус  | -          |
| 30.07.1944 г. | 1-й Украинский фронт      | 2-я воздушная армия  | 2-й гвардейский бомбардировочный авиационный корпус  | -          |
| 26.12.1944 г. | 1-й Украинский фронт      | 2-я воздушная армия  | 6-й гвардейский бомбардировочный авиационный корпус  | -          |
| 11.05.1945 г. | 1-й Украинский фронт      | 2-я воздушная армия  | 6-й гвардейский бомбардировочный авиационный корпус  | -          |
| 10.06.1945 г. | Центральная группа войск  | 2-я воздушная армия  | 6-й гвардейский бомбардировочный авиационный корпус  | -          |
| 20.02.1949 г. | Центральная группа войск  | 59-я воздушная армия | 44-й гвардейский бомбардировочный авиационный корпус | -          |
| 01.07.1953 г. | Таврический военный округ | ВВС округа           |                                                      | -          |
| 01.04.1956 г. | Киевский военный округ    | 69-я воздушная армия |                                                      | -          |
| 01.04.1960 г. | Киевский военный округ    | 69-я воздушная армия |                                                      | -          |

### Послевоенный период
После войны дивизия базировалась на аэродромах Германии, Австрии и Венгрии в составе 6-го гвардейского бомбардировочного авиационного корпуса 2-й воздушной армии вновь образованной Центральной группы войск. В декабре 1945 года в состав дивизии вошёл 6-й бомбардировочный авиационный полк из расформированной 219-й бомбардировочной авиационной дивизии, который был расформирован в марте 1947 года.
Директивой Генерального Штаба от 10 января 1949 года 1-я гвардейская бомбардировочная авиационная дивизия переименована в 164-ю гвардейскую бомбардировочную авиационную дивизию, корпус переименован в 44-й гвардейский бомбардировочный авиационный корпус, а воздушная армия — в 59-ю воздушную армию. Все полки дивизии также получили новые наименования.
В 1952 году все полки дивизии были переучены на новую авиационную технику — Ил-28. В июле 1953 года дивизия была выведена из Центральной группы войск в состав ВВС Таврического военного округа на аэродром Мелитополь, а в 1956 году — на аэродром Запорожье в состав 69-й воздушной армии Киевского округа. В июле 1958 года 819-й гвардейский бомбардировочный авиационный полк был передан в состав ВВС ВМФ Черноморского флота. В марте 1960 года дивизия была расформирована вместе с полками на аэродроме Запорожье.

## Части и отдельные подразделения дивизии
За весь период своего существования боевой состав дивизии претерпевал изменения:
| Период                     | Наименование                                        | Вооружение                                     |
| -------------------------- | --------------------------------------------------- | ---------------------------------------------- |
| 18.03.1943 — 20.02.1949 г. | 80-й гвардейский бомбардировочный авиационный полк  | Пе-2, переименован в 654-й гв. бап             |
| 18.03.1943 — 20.02.1949 г. | 81-й гвардейский бомбардировочный авиационный полк  | Пе-2, переименован в 748-й гв. бап             |
| 18.03.1943 — 20.02.1949 г. | 82-й гвардейский бомбардировочный авиационный полк  | Пе-2, переименован в 819-й гв. бап             |
| 01.12.1945 — 01.03.1947 г. | 6-й бомбардировочный авиационный полк               | Пе-2, расформирован                            |
| 20.02.1949 — 01.04.1960 г. | 654-й гвардейский бомбардировочный авиационный полк | Пе-2, Ил-28, расформирован                     |
| 20.02.1949 — 01.04.1960 г. | 748-й гвардейский бомбардировочный авиационный полк | Пе-2, Ил-28, расформирован                     |
| 20.02.1949 — 01.07.1958 г. | 819-й гвардейский бомбардировочный авиационный полк | Пе-2, Ил-28, передан в ВВС Черноморского флота |

### Боевой состав на 9 мая 1945 года
| Наименование                                       | Вооружение |
| -------------------------------------------------- | ---------- |
| 80-й гвардейский бомбардировочный авиационный полк | Пе-2       |
| 81-й гвардейский бомбардировочный авиационный полк | Пе-2       |
| 82-й гвардейский бомбардировочный авиационный полк | Пе-2       |

## Почётные наименования

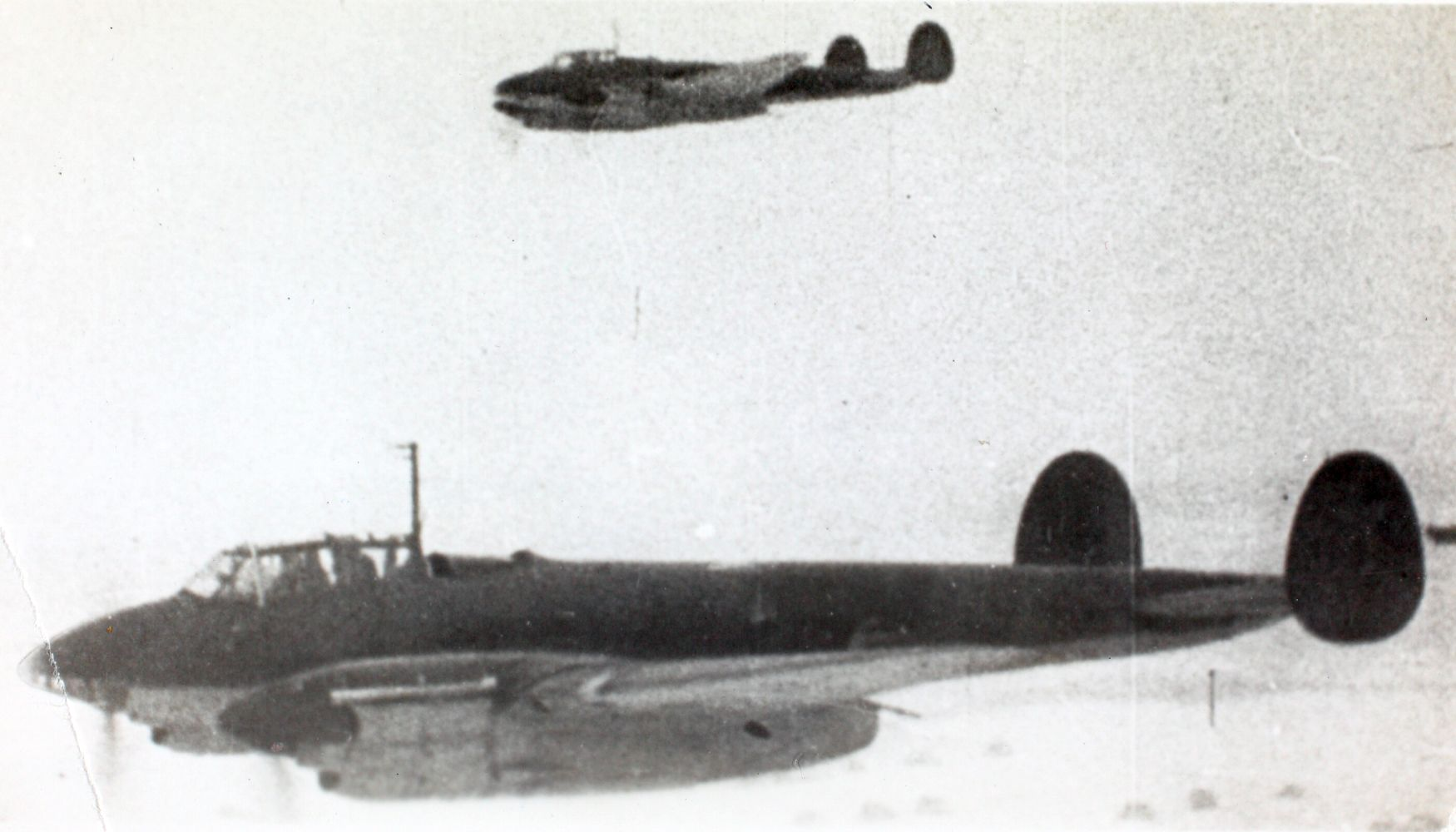
Пе-2 в полёте

- 1-й гвардейской бомбардировочной авиационной дивизии за проявленные образцы мужества при владение областным и крупным промышленным центром Украины городом Кировоград — важнейшим опорным пунктом обороны противника, 8 января 1944 года Приказом Верховного главнокомандующего присвоено почётное наименование «Кировоградская»[7].
- 80-му гвардейскому бомбардировочному авиационному полку за проявленные образцы мужества при овладение городами Ченстохова, Пшедбуж и Радомско 17 января 1945 года приказом НКО СССР № 013 от 19 февраля 1945 года на основании Приказа Верховного главнокомандующего присвоено почётное наименование «Ченстоховский»[8].
- 81-му гвардейскому бомбардировочному авиационному полку за проявленные образцы мужества при овладение огородом Краков 19 февраля 1945 года приказом НКО СССР № 015 от 19 февраля 1945 года на основании Приказа Верховного главнокомандующего присвоено почётное наименование «Краковский»[9].
- 82-му гвардейскому бомбардировочному авиационному полку за проявленные образцы мужества, за отличие в боях при разгроме берлинской группы немецких войск овладением столицы Германии городом Берлин — центром немецкого империализма и очагом немецкой агрессии приказом НКО СССР № 0111 от 11 июня 1945 года на основании Приказа Верховного главнокомандующего присвоено почётное наименование «Берлинский»[10].

## Награды
- 1-я гвардейская бомбардировочная авиационная дивизия Указом Президиума Верховного Совета СССР от 9 августа 1944 г. «О награждении орденами соединений и частей Красной Армии» награждена орденом Боевого Красного Знамени[11].
- 1-я гвардейская бомбардировочная авиационная дивизия Указом Президиума Верховного Совета СССР от 9 августа 1944 года за образцовое выполнение заданий командования в боях с немецкими захватчиками при прорыве обороны немцев на Львовском направлении, проявленные при этом доблесть и мужество награждена Орденом Богдана Хмельницкого II степени.[12].[11].
- 80-й гвардейский бомбардировочный авиационный полк Указом Президиума Верховного Совета СССР «О награждении орденами соединений и частей Красной Армии» от 19 февраля 1945 года за образцовое выполнение заданий командования в боях с немецкими захватчиками, за овладение городом Гинденбург и проявленные при этом доблесть и мужество награждён орденом Боевого Красного Знамени[11].
- 80-й гвардейский бомбардировочный авиационный полк награждён орденом Богдана Хмельницкого III степени[13][11].
- 81-й гвардейский бомбардировочный авиационный полк Указом Президиума Верховного Совета СССР от 19 февраля 1945 года «О награждении орденами соединений и частей Красной Армии» за образцовое выполнение заданий командования в боях с немецкими захватчиками, за овладение городами Глейвиц, Хжанув и проявленные при этом доблесть и мужество награждён орденом Богдана Хмельницкого III степени[11].
- 81-й гвардейский бомбардировочный авиационный полк Указом Президиума Верховного Совета СССР «О награждении орденами соединений и частей Красной Армии» от 4 июня 1945 года за образцовое выполнение заданий командования в боях с немецкими захватчиками при овладении городом Бреславль (Бреслау) и проявленные при этом доблесть и мужество награждён орденом Суворова III степени[11].
- 82-й гвардейский бомбардировочный авиационный полк Указом Президиума Верховного Совета СССР «О награждении орденами соединений и частей Красной Армии» от 19 февраля 1945 года за образцовое выполнение заданий командования в боях с немецкими захватчиками, за овладение городом Краков и проявленные при этом доблесть и мужество награждён орденом Суворова III степени[11].
- 82-й гвардейский бомбардировочный авиационный полк награждён орденом Кутузова III степени[13][11].

## Благодарности Верховного Главнокомандующего
Воинам дивизии объявлены благодарности Верховного Главнокомандующего:
- За овладение областным и крупным промышленным центром Украины городом Кировоград — важнейшим опорным пунктом обороны противника[7].
- За разгром окружённой группировки противника юго-западнее Оппельна и овладении в Силезии городами Нойштадт, Козель, Штейнау, Зюльц, Краппитц, Обер-Глогау, Фалькенберг[14].
- За овладение городом и крепостью Бреславль (Бреслау)[15].
- За овладение городом Дрезден — важным узлом дорог и мощным опорным пунктом обороны немцев в Саксонии[16].

## Отличившиеся воины дивизии
- Плотников Павел Артемьевич, гвардии капитан, командир эскадрильи 81-го гвардейского бомбардировочного авиационного полка 1-й гвардейской бомбардировочной авиационной дивизии 6-го гвардейского бомбардировочного авиационного корпуса 2-й воздушной армии 27 июня 1945 года удостоен звания дважды Герой Советского Союза. Золотая Звезда № 2/57.
- Абрамов Пётр Петрович, гвардии капитан, командир отряда 81-го гвардейского бомбардировочного авиационного полка 1-й гвардейской бомбардировочной авиационной дивизии 6-го гвардейского бомбардировочного авиационного корпуса 2-й воздушной армии 23 февраля 1948 года удостоен звания Героя Советского Союза Золотая Звезда № 7794.
- Аксёнов Константин Филиппович, гвардии старший лейтенант, заместитель командира эскадрильи 82-го гвардейского бомбардировочного авиационного полка 1-й гвардейской бомбардировочной авиационной дивизии 6-го гвардейского бомбардировочного авиационного корпуса 2-й воздушной армии 27 июня 1945 года удостоен звания Героя Советского Союза. Золотая Звезда № 6571.
- Белявин Евель Самуилович, гвардии старший лейтенант, заместитель командира эскадрильи 80-го гвардейского бомбардировочного авиационного полка 1-й гвардейской бомбардировочной авиационной дивизии 1-го бомбардировочного авиационного корпуса 5-й воздушной армии 4 февраля 1944 года удостоен звания Героя Советского Союза. Золотая Звезда № 3187.
- Гапеёнок Николай Иванович, гвардии капитан, заместитель командира эскадрильи 81-го гвардейского бомбардировочного авиационного полка 1-й гвардейской бомбардировочной авиационной дивизии 6-го гвардейского бомбардировочного авиационного корпуса 2-й воздушной армии 27 июня 1945 года удостоен звания Герой Советского Союза. Золотая Звезда № 7571.
- Глыга Григорий Семёнович, гвардии майор, штурман 81-го гвардейского бомбардировочного авиационного полка 1-й гвардейской бомбардировочной авиационной дивизии 6-го гвардейского бомбардировочного авиационного корпуса 2-й воздушной армии 27 июня 1945 удостоен звания Героя Советского Союза. Золотая Звезда № 6510
- Голицин Анатолий Васильевич, гвардии майор, командир 82-го гвардейского бомбардировочного авиационного полка 1-й гвардейской бомбардировочной авиационной дивизии 6-го гвардейского бомбардировочного авиационного корпуса 2-й воздушной армии 27 июня 1945 года удостоен звания Героя Советского Союза. Золотая Звезда № 6038.

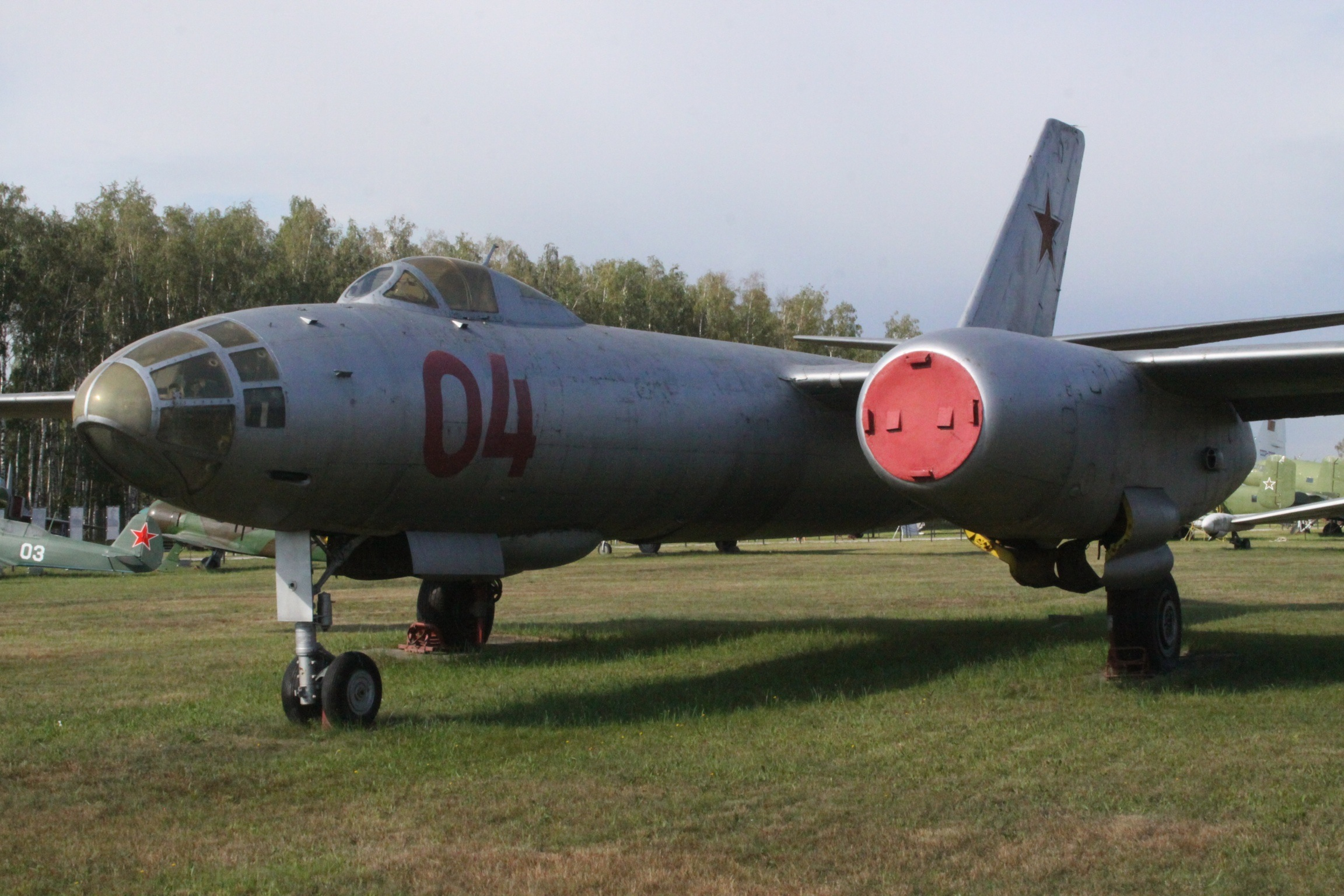
Ил-28. Такие самолёты стояли на вооружении дивизии с 1952 года по 1960 гг.

- Гуляев Николай Семёнович, гвардии старший лейтенант, заместитель командира эскадрильи 80-го гвардейского бомбардировочного авиационного полка 1-й гвардейской бомбардировочной авиационной дивизии 6-го гвардейского бомбардировочного авиационного корпуса 2-й воздушной армии 27 июня 1945 года удостоен звания Герой Советского Союза. Золотая Звезда № 7554.
- Гусенко Павел Яковлевич, гвардии капитан, командир эскадрильи 81-го гвардейского бомбардировочного авиационного полка 1-й гвардейской бомбардировочной авиационной дивизии 2-го гвардейского бомбардировочного авиационного корпуса 5-й воздушной армии 26 октября 1944 года удостоен звания Герой Советского Союза. Посмертно.
- Зайцев Николай Сергеевич, гвардии подполковник, командир 80-го гвардейского бомбардировочного авиационного полка 1-й гвардейской бомбардировочной авиационной дивизии 6-го гвардейского бомбардировочного авиационного корпуса 2-й воздушной армии 27 июня 1945 года удостоен звания Герой Советского Союза. Золотая Звезда № 6511.
- Мамай Николай Васильевич, гвардии капитан, штурман 82-го гвардейского бомбардировочного авиационного полка 1-й гвардейской бомбардировочной авиационной дивизии 6-го гвардейского бомбардировочного авиационного корпуса 2-й воздушной армии 27 июня 1945 года удостоен звания Героя Советского Союза. Посмертно.
- Новиков Геннадий Иванович, гвардии капитан, командир эскадрильи 82-го гвардейского бомбардировочного авиационного полка 1-й гвардейской бомбардировочной авиационной дивизии 6-го гвардейского бомбардировочного авиационного корпуса 2-й воздушной армии 27 июня 1945 года удостоен звания Героя Советского Союза. Золотая Звезда № 7607.
- Панин Борис Владимирович, гвардии младший лейтенант, командир звена 82-го гвардейского бомбардировочного авиационного полка 1-й гвардейской бомбардировочной авиационной дивизии 1-го бомбардировочного авиационного корпуса 2 сентября 1943 года удостоен звания Герой Советского Союза. Посмертно.
- Пашков Иван Дмитриевич, гвардии старший лейтенант, командир звена 82-го гвардейского бомбардировочного авиационного полка 1-й гвардейской бомбардировочной авиационной дивизии 6-го гвардейского бомбардировочного авиационного корпуса 2-й воздушной армии 27 июня 1945 года удостоен звания Героя Советского Союза. Золотая Звезда № 7581.
- Плотников Павел Артемьевич, гвардии старший лейтенант, заместитель командира эскадрильи 82-го гвардейского бомбардировочного авиационного полка 1-й гвардейской бомбардировочной авиационной дивизии 2-го гвардейского бомбардировочного авиационного корпуса 5-й воздушной армии 19 августа 1944 года удостоен звания Герой Советского Союза. Золотая Звезда № 4277.
- Помазунов Александр Иванович, гвардии майор, штурман 1-й гвардейской бомбардировочной авиационной дивизии 6-го гвардейского бомбардировочного авиационного корпуса 2-й воздушной армии 27 июня 1945 года удостоен звания Героя Советского Союза. Золотая Звезда № 7978.
- Сеньков Тит Григорьевич, гвардии капитан, штурман эскадрильи 81-го гвардейского бомбардировочного авиационного полка 1-й гвардейской бомбардировочной авиационной дивизии 2-го гвардейского бомбардировочного авиационного корпуса 5-й воздушной армии 26 октября 1944 года удостоен звания Герой Советского Союза. Золотая Звезда № 4622.
- Сербин Фёдор Петрович, гвардии старший лейтенант, штурман эскадрильи 80-го гвардейского бомбардировочного авиационного полка 1-й гвардейской бомбардировочной авиационной дивизии 6-го гвардейского бомбардировочного авиационного корпуса 2-й воздушной армии 27 июня 1945 года удостоен звания Герой Советского Союза. Золотая Звезда № 7704.
- Стрелков Владимир Дмитриевич, гвардии лейтенант, командир звена отряда 82-го гвардейского бомбардировочного авиационного полка 1-й гвардейской бомбардировочной авиационной дивизии 6-го гвардейского бомбардировочного авиационного корпуса 2-й воздушной армии 27 июня 1945 года удостоен звания Героя Советского Союза. Золотая Звезда № 7581.
- Черныш Пётр Прокофьевич, гвардии старший лейтенант, командир звена 81-го гвардейского бомбардировочного авиационного полка 1-й гвардейской бомбардировочной авиационной дивизии 6-го гвардейского бомбардировочного авиационного корпуса 2-й воздушной армии 27 июня 1945 года удостоен звания Героя Советского Союза. Золотая Звезда № 7564.

## Базирование
| Период               | Место базирования                    |
| -------------------- | ------------------------------------ |
| 04.1945 — 01.07.1945 | Жагань, Польша                       |
| 01.07.1945 — 01.1952 | аэродром Вена-Асперн, Австрия)       |
| 01.1952 — 07.1953    | аэродром Дебрецен, Венгрия)          |
| 07.1953 — 1956       | аэродром Мелитополь, Украинская ССР) |
| 1956 — 1960          | аэродром Запорожье, Украинская ССР)  |